# کژکاوکا
کژکاوکا (به لهستانی:  Krzykawka) یک روستا در لهستان است که در گمینا بولسواو (شهرستان اولکوش) واقع شده‌است.
 کژکاوکا  ۸۳۰ نفر جمعیت دارد.